# Retesole
Retesole è un'emittente televisiva locale del Lazio, dell'Umbria e della Toscana.

## Storia
Nasce dalla fusione, nel 1998, tra Teleumbria (fondata a Perugia nel 1974 e con diffusione in Umbria) e PersonaTv (televisione di Roma fondata nel 1989), oggi ha due sedi, una a Roma, l'altra a Perugia.
Delle primissime trasmissioni, si ricorda soprattutto una rubrica sportiva condotta da Gianni Brera in collegamento da Milano.
Nella storia più recente, nel 2012, la rete si avvalse per un breve periodo della collaborazione di Richard Benson: il chitarrista italo-inglese infatti condusse in quell'anno le sette puntate della trasmissione di critica musicale Ottava nota (da non confondere con l'omonimo programma andato in onda su TVA 40 negli anni Ottanta e Novanta sempre con Benson al timone), salvo poi passare sull'emittente locale One Television per presentare Rock Machine.
Nel 2017 il celebre giornalista e presentatore televisivo Michele Cucuzza ha condotto per l'emittente il programma "Michele Incontra" negli studios di Cinecittà World, ingaggiato dal direttore Marco Finelli nell'ambito di un progetto di rilancio della Tv.
Dal 2018 collaborano con l'emittente anche l'ex ministro del lavoro Cesare Damiano ed il celebre attore Fabio Ferrari.

## Direttori
- Silvio Peccetti dal 21 maggio 1975 (Teleumbria)
- Giancarlo Scoccia dal 21 settembre 1976 (Teleumbria)
- Sergio Galli dal 10 febbraio 1977 (Teleumbria)
- Mario Pistellini dal 25 febbraio 1992
- Egidio Urbanella dal 27 luglio 2010
- Marco Finelli dal 25 agosto 2016

## Copertura
Retesole trasmette in Umbria sul canale 11 del digitale terrestre, per vederla nel Lazio è necessario sintonizzarsi sul canale 110.

## Palinsesto
- Ambasciatori a Roma
- Vite da Campioni
- Il Caffè
- Corso Vannucci
- Sportivissima